# TupiTube
Pour les articles homonymes, voir Tupi.
Tupi ou Tupitube (également appelé autrefois Ktoon) est un logiciel libre sous licence GPLv2, d'animation 2D vectoriel développé par le studio colombien Maeflorestia et disponible, en version bureau, pour GNU/Linux, Mac OS et Windows et en version mobile, pour Android.
Il reproduit des éléments de l'animation traditionnelle sur papier, avec notamment sa feuille d'exposition, situé sur le côté de la zone de dessin et animation.

## Formats de fichier
Son propre format pour les projets, est le format .tup, constitué d'une archive au format PKZIP, comprenant des fichiers un fichier de projet (.tpp), le fichier de scène (.tps), un fichier bibliothèque (.tpl) et un dossier comportant des images, si des bitmaps ont été importés au projet.
Il supporte l'import de palette de couleurs au format GIMP palette, de fichier vectoriel Scalable Vector Graphics (SVG), une séquence de fichier SVG, ainsi qu'une synchronisation labiale (lip-sync) crée avec Papagayo (en).
Le projet peut être exporté dans les formats vidéo MPEG-4, AVI et Quicktime, ainsi que le format ouvert OGV (ou Ogg Video). Il peut également exporter en séquence d'images matricielles PNG ou JPEG, ou bien vectorielles SVG.